# Saint-Louis (Moselle)
Saint-Louis település Franciaországban, Moselle megyében. Lakosainak száma 622 fő (2022. január 1.). Saint-Louis Arzviller, Garrebourg, Guntzviller, Haselbourg és Henridorff községekkel határos.

## Népesség
A település népessége az elmúlt években az alábbi módon változott:
| Lakosok száma | 709  | 683  | 696  | 712  | 668  | 663  | 665  | 653  | 642  | 622  |
|               | 1968 | 1982 | 1990 | 2006 | 2013 | 2015 | 2017 | 2019 | 2020 | 2022 |